# Wolf 1061
Désignations
Wolf 1061 est une naine rouge de type spectral M3V, située dans la direction de la constellation zodiacale du Serpentaire (Ophiuchus), à une distance de ∼ 14 a.l. (∼ 4,29 pc) du Soleil. Elle fait partie des étoiles les plus proches du Soleil. C'est une variable de type BY Draconis.
Son système comporte au moins trois planètes telluriques, dont une, Wolf 1061 c, est une super-Terre en zone habitable qui a une révolution de 18 jours.